# Queda de Tremecém
A Queda de Tremecém ocorreu em 1518, quando o almirante otomano Barba Ruiva capturou a cidade de Tremecém de seu sultão, Abu Zaiane III, último membro dos ziânidas.

## História
A queda de Tremecém seguiu-se a captura de Tenés, também por Oruç e seu irmão Barba Ruiva. O sultão de Tremecém fugiu para Fez, no atual Marrocos. Oruç se autoproclamou rei de Tremecém. O único sobrevivente da dinastia de Abu Zaiane III foi o xeque Buamude, que fugiu para Orã e pediu a ajuda da Espanha. Esta vitória colocou Oruç no controle do interior do país atrás da base espanhola de Orã, que ameaçava grandemente as suas rotas habituais de abastecimento. Esta vitória colocou Oruç no controle de um território considerável, do tamanho da Argélia francesa colonial.
Os espanhóis, porém, logo reagiram em 1518, lançando um ataque a Tremecém, que estava cerca de 110 quilômetros distante de Orã, onde conseguiram encurralar e matar Oruç. Eles tomaram a região de Tremecém. Contudo, o rei do Magrebe Ocidental reuniu considerável exército e marchou sobre Tremecém, expulsando-os. Os otomanos voltariam a exercer influência direta em Tremecém a partir de 1553. Naquele ano, o soberano oatácida do Magrebe Ocidental Amade foi feito prisioneiro por seus inimigos, os Saadianos. Seu sucessor, Alboácem Ali ibne Maomé, regente do filho de Amade, Nácer Alcáceri, decidiu prometer lealdade aos otomanos para obter seu apoio.